# 1708
1708 (MDCCVIII) var ett skottår som började en söndag i den gregorianska kalendern och ett skottår som började en torsdag i den julianska kalendern samt ett skottår som började en onsdag i den svenska kalendern.

## Händelser

### Januari
- 28 januari – Grodno i östra Polen erövras av svenskarna.

### Maj
- Maj – Den livländska hären, som står under befäl av Adam Ludwig Lewenhaupt, bryter upp för att ansluta sig till den svenska huvudarmén.

### Juli
- 4 juli – Svenskarna under Karl XII besegrar ryssarna i slaget vid Holowczyn, den sista av Karl XII:s större segrar.
- 6 juli – Borgå i Finland bränns ner efter ett ryskt flottangrepp.

### September
- 29 september (SS)
  - Svenskarna under Lewenhaupt besegras av ryssarna i slaget vid Lesna innan de hunnit förena sig med huvudarmén.
  - Braheättens slott Brahehus utanför Gränna brinner ner.

### Oktober
- 20 oktober – St Pauls-katedralen i London står klar.
- 28 oktober – Karl XII sluter förbund med kosackhövdingen Mazepa, vars upprorsförsök mot Ryssland kort därefter misslyckas.

### December
- December – Svår köld utbryter i Ryssland.
- 23 december – Kapten Woode Rogers ändrar namnet på Hawkins Maydenlande till Falkland's Land.[1]

### Okänt datum
- Efter det Polska fälttåget i Stora nordiska kriget följer det Ryska fälttåget 1708-1709.
- En särskilt hård missväxtperiod på två år utbryter i Sverige.
- Akademiska sjukhuset i Uppsala grundas.

## Födda
- 5 februari – Pompeo Batoni, italiensk målare.
- 30 mars – Claes Ekeblad d.y., svenskt riksråd samt kanslipresident 1761–1765 och 1769–1771.
- 29 augusti – Olof von Dalin, svensk skald, prosaskriftställare och hävdatecknare.
- 21 oktober – Joachim von Düben d.y., svensk friherre, ämbetsman och politiker samt kanslipresident 23 april–22 augusti 1772.
- 15 november – William Pitt d.ä., brittisk statsman och premiärminister.
- 8 december – Frans I, tysk-romersk kejsare 1745-65.

## Avlidna
- 1 januari – Gustaf Carlson, frilloson till Karl X Gustav.
- 11 maj – Jules Hardouin-Mansart, fransk arkitekt.
- 21 juli – Conrad Reventlow, dansk politiker och adelsman, Danmarks storkansler sedan 1699.
- 11 oktober – Ehrenfried Walter von Tschirnhaus, tysk matematiker och filosof.
- 24 oktober – Seki Shinsuke Kowa, japansk matematiker.
- 28 oktober – Georg av Danmark, engelsk och skotsk prinsgemål 1702–1707, irländsk prinsgemål sedan 1702 och brittisk prinsgemål sedan 1707 (gift med Anna)
- 11 november – Hedvig Sofia, svensk prinsessa, dotter till Karl XI och Ulrika Eleonora av Danmark.
- 28 december – Joseph Pitton de Tournefort, fransk botaniker.

### Fotnoter
1. ↑  World Statesmen